# Antanambao Mahatsara
Antanambao Mahatsara è una città e comune del Madagascar situata nel distretto di Vatomandry, regione di Atsinanana. 
La popolazione del comune rilevata nel censimento 2001 era pari a 19 281 unità.